# Kazimierz Głowacki (polityk)
Kazimierz Głowacki (ur. 23 listopada 1919 w Ostrowcu Świętokrzyskim, zm. 9 lipca 1989) – polski ślusarz i kolejarz, poseł na Sejm PRL IV kadencji.

## Życiorys
Syn Bronisławy. Uzyskał wykształcenie średnie, kończąc szkołę rzemieślniczo-przemysłową, na której uzyskał zawód ślusarza. Pracował jako maszynista Polskich Kolei Państwowych w parowozowni Skarżysko-Kamienna. Wstąpił do Polskiej Zjednoczonej Partii Robotniczej. W 1965 uzyskał mandat posła na Sejm PRL IV kadencji w okręgu Końskie, w trakcie kadencji zasiadał w Komisji Komunikacji i Łączności.
Odznaczony Brązowym Krzyżem Zasługi (1954).
Pochowany wraz z żoną Marią na cmentarzu komunalnym w Skarżysku-Kamiennej (B1/4/12).